# Trolleybus de Ústí nad Labem
Le trolleybus de Ústí nad Labem compte treize lignes desservant la ville de Ústí nad Labem, en République tchèque.

## Réseau actuel

### Aperçu général
| Ligne | Parcours                                                   |
| ----- | ---------------------------------------------------------- |
| 51    | Mírová – Mírové náměstí – Skalka                           |
| 52    | Severní Terasa – Mírové náměstí – Klíše lázně              |
| 53    | (Severní Terasa) – Mírová – Mírové náměstí – Dobětice      |
| 54    | Všebořice – Mírové náměstí – Dobětice                      |
| 55    | Severní Terasa – Mírové náměstí – Žežická                  |
| 56    | Všebořice – Mírové náměstí – Pod Vyhlídkou                 |
| 57    | Staré Předlice – Mírové náměstí – Mojžíř                   |
| 58    | Skalka – Mírové náměstí – Klíše lázně                      |
| 59    | Pod Vyhlídkou – Mírové náměstí – Klíše lázně               |
| 60    | Mírová – Masarykova nemocnice – Hlavní nádraží – Karla IV. |
| 62    | Globus – Hlavní nádraží – Karla IV.                        |
| 43    | Severní Terasa – Mírové náměstí – Dobětice                 |
| 46    | Všebořice – Mírové náměstí – Pod Vyhlídkou                 |

### Matériel roulant
| Image              | Modèle             | Quantité (en 2016) |
| ------------------ | ------------------ | ------------------ |
| Škoda 14Tr         | Škoda 14Tr         | 1                  |
| Škoda 15TrM        | Škoda 15Tr         | 36                 |
| Škoda 22Tr         | Škoda 22Tr         | 3                  |
| Škoda 25Tr Irisbus | Škoda 25Tr Irisbus | 6                  |
|                    | Škoda 28Tr Solaris | 18                 |
|                    | Škoda 21Tr         | 3                  |
|                    | Škoda 27Tr Solaris | 10                 |